# B. Matagere, Heggadadevankote
B. Matagere là một làng thuộc tehsil Heggadadevankote, huyện Mysore, bang Karnataka, Ấn Độ.